# Hôn nhân

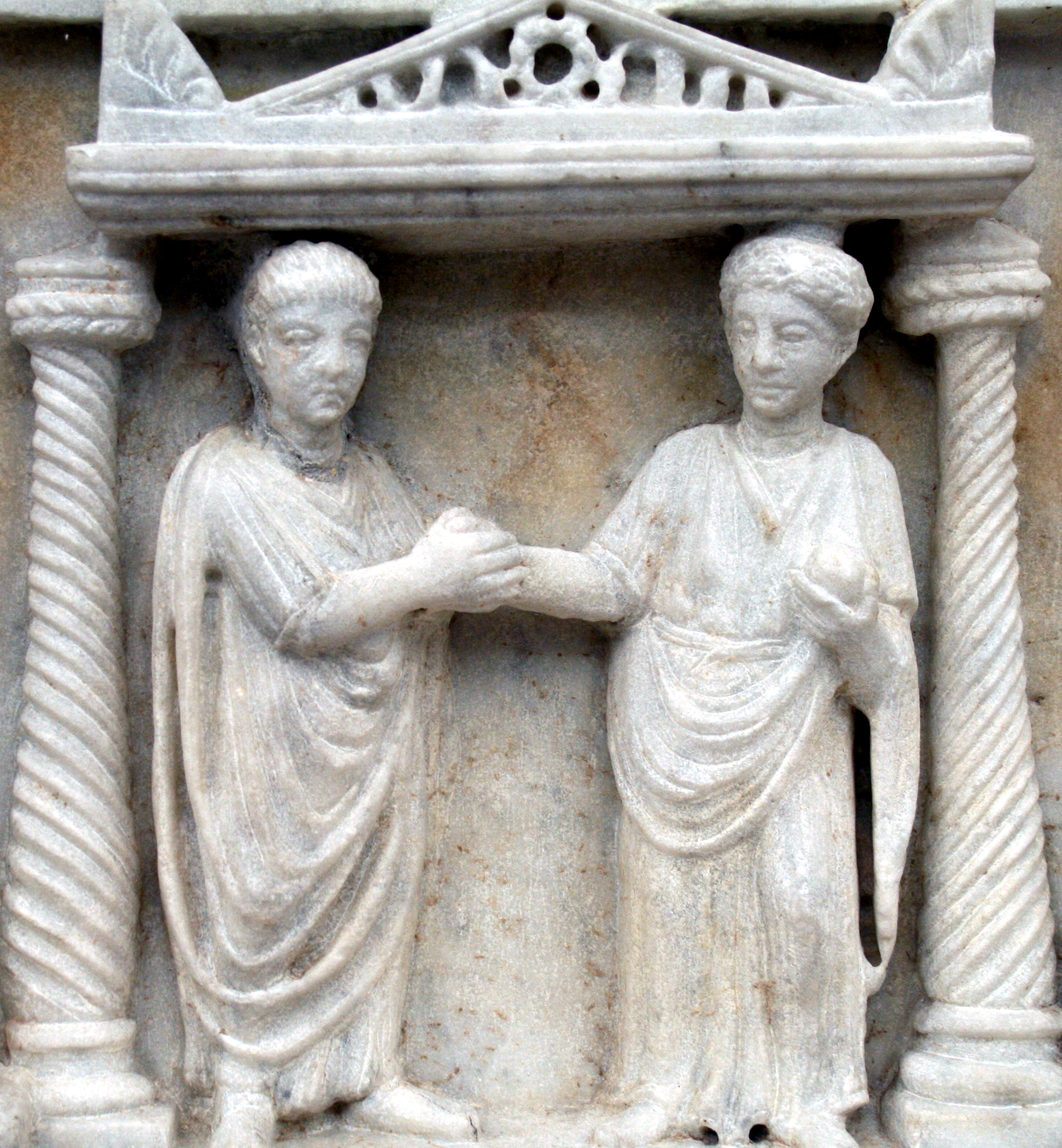
Hai bàn tay siết chặt trong hôn nhân, được người La Mã cổ đại lý tưởng hóa như là khối nhà nền tảng của xã hội và là một sự đồng hành của hai người bạn đời cùng nhau làm việc, sinh thành và nuôi dạy con cái, đảm đương công việc hàng ngày, sống cuộc đời gương mẫu, và tận hưởng tình yêu thương.

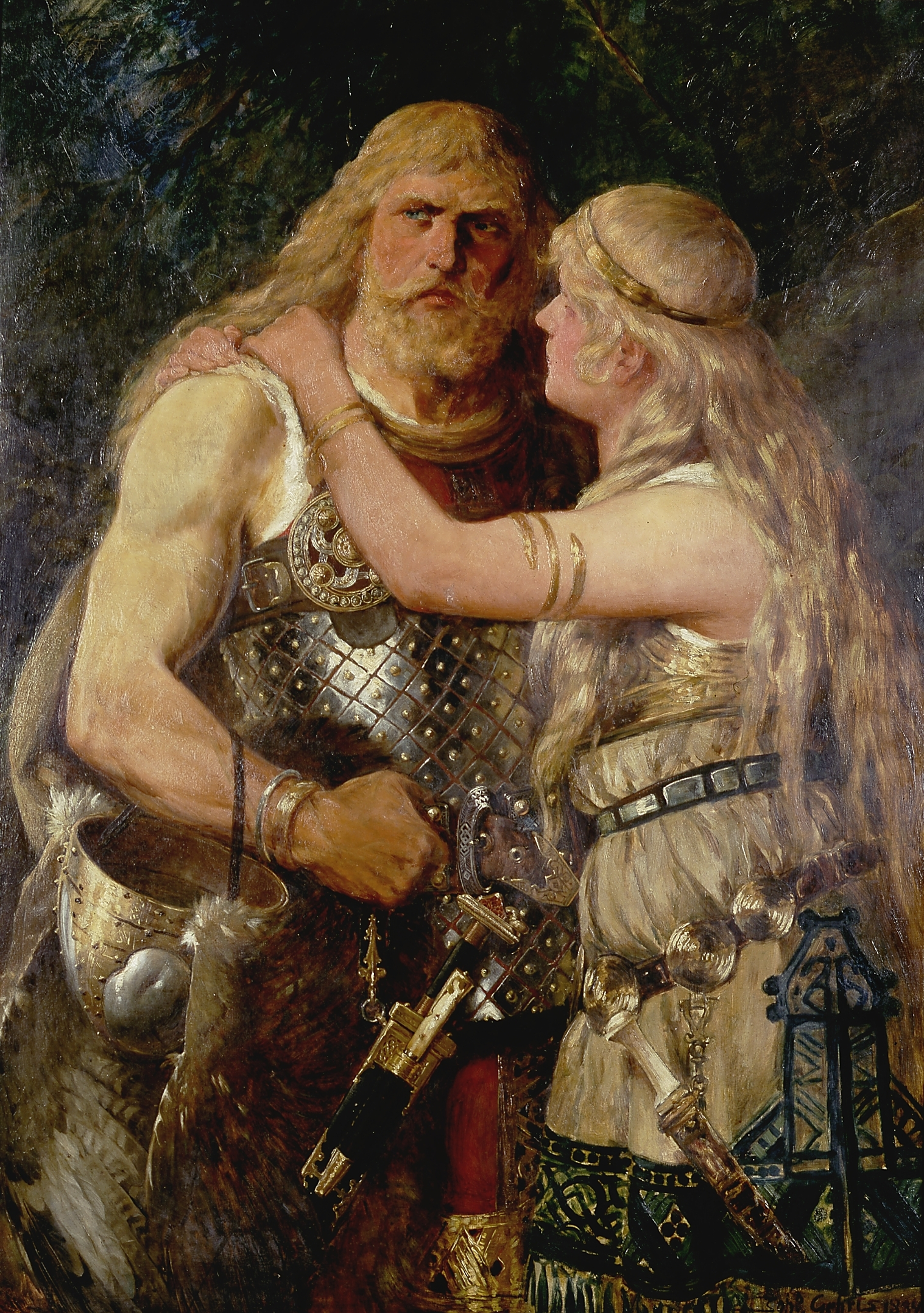
Cặp vợ chồng người Đức cổ đại Arminius và Doesnelda đang gần gũi. Được Johannes Gehrts tạo ra vào năm 1884, tác phẩm nghệ thuật này mô tả cảnh Arminius nói lời chia tay với người vợ yêu dấu của mình trước khi anh ra trận.

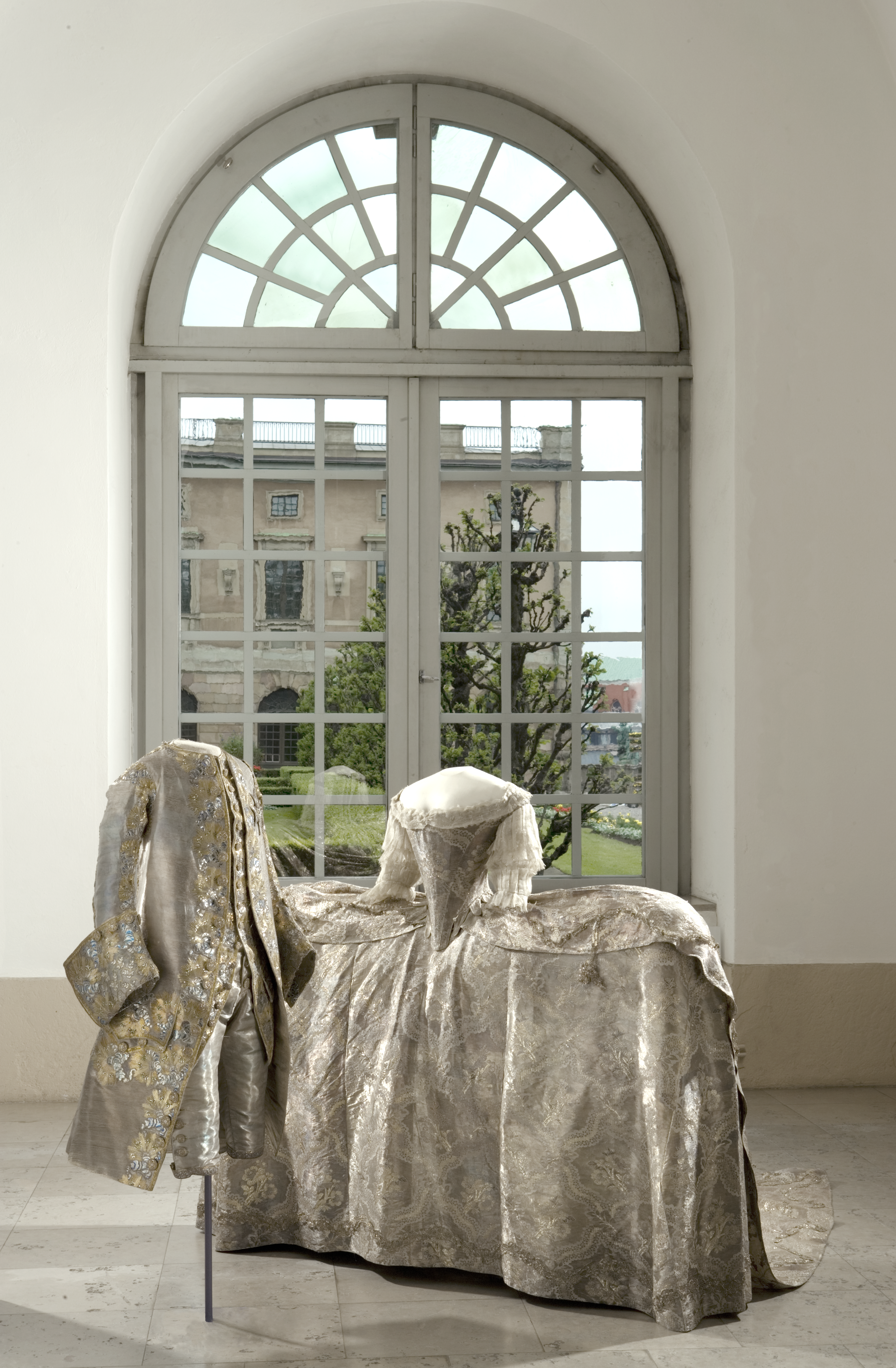
Quần áo cưới hoàng gia Thụy Điển từ năm 1766 tại Livrustkammaren ở Stockholm

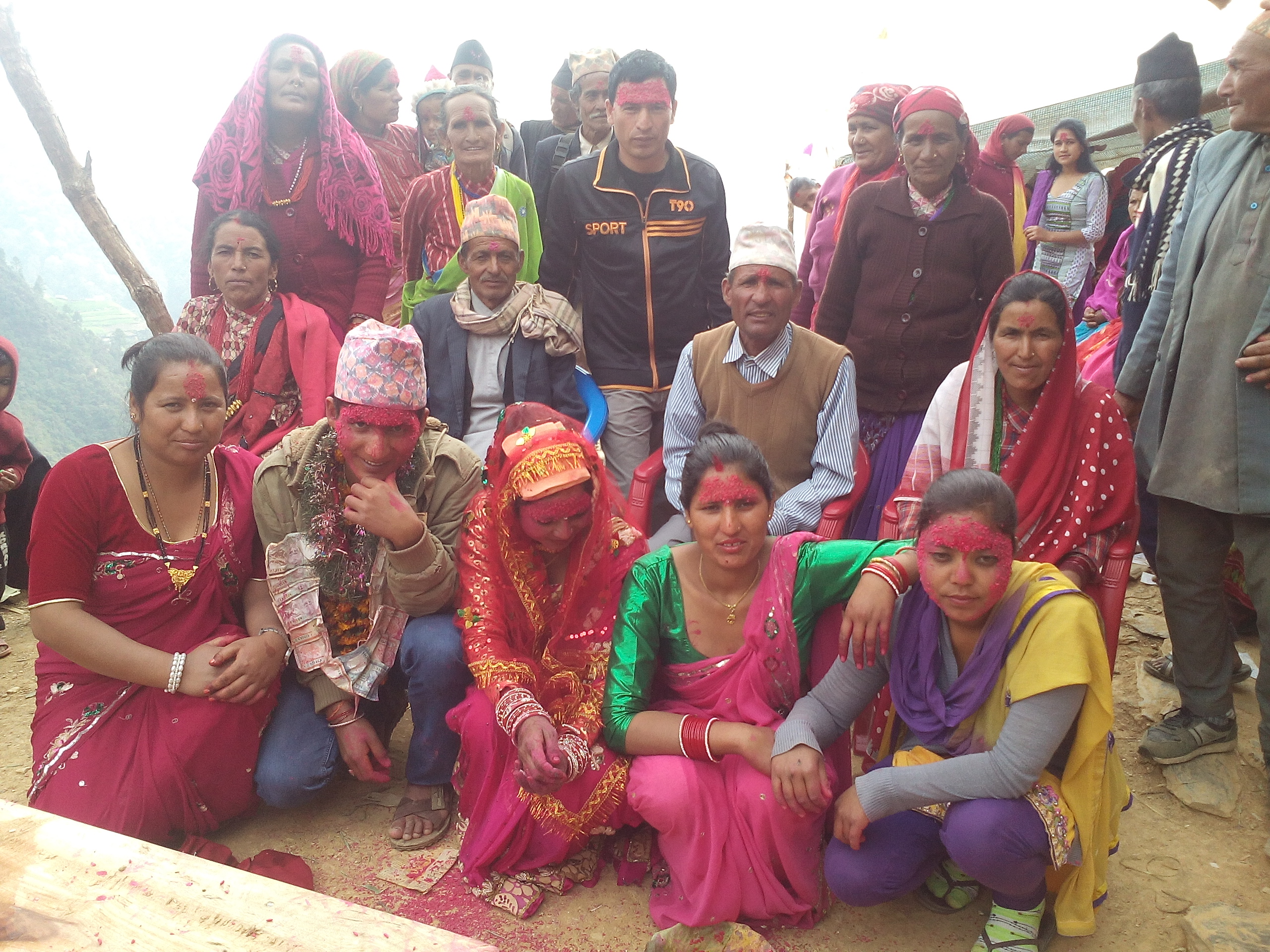
Đám cưới của người Nepal

Hôn nhân là một sự hợp nhất được công nhận về mặt văn hóa giữa những người, được gọi là vợ chồng. Hôn nhân tạo ra quyền lợi và nghĩa vụ giữa họ, cũng như giữa họ và con cái của họ, và giữa họ và gia đình của người kia. Định nghĩa về hôn nhân khác nhau trên khắp thế giới, không chỉ giữa các nền văn hóa và giữa các tôn giáo, mà còn trong suốt lịch sử của bất kỳ nền văn hóa và tôn giáo nào. Theo thời gian, hôn nhân đã được mở rộng và cũng bị hạn chế về mặt ai và những gì được bao gồm trong khái niệm này. Thông thường, nó là một thiết chế trong đó các mối quan hệ giữa các cá nhân, thường là tình dục, được thừa nhận hoặc bị xử phạt. Trong một số nền văn hóa, hôn nhân được khuyến nghị hoặc coi là bắt buộc trước khi theo đuổi bất kỳ hoạt động tình dục nào. Khi được định nghĩa rộng rãi, hôn nhân được coi là một phổ quát văn hóa. Một nghi lễ đánh dấu hôn nhân được gọi là một đám cưới.
Các cá nhân có thể kết hôn vì một số lý do, bao gồm các mục đích pháp lý, xã hội, tự nguyện, tình cảm, tài chính, tinh thần và tôn giáo. Người mà họ kết hôn có thể bị ảnh hưởng bởi giới tính, các quy tắc xác định xã hội về loạn luân, quy tắc hôn nhân theo quy định, lựa chọn của cha mẹ và mong muốn cá nhân. Ở một số khu vực trên thế giới, hôn nhân sắp đặt, hôn nhân trẻ em, đa thê và đôi khi là cưỡng hôn, có thể được thực hiện như một truyền thống văn hóa. Ngược lại, những hành vi như vậy có thể bị đặt ra ngoài vòng pháp luật và bị phạt ở nhiều nơi trên thế giới vì lo ngại về việc xâm phạm quyền của phụ nữ hoặc quyền trẻ em (cả nữ và nam) hoặc do luật pháp quốc tế. Trên khắp thế giới, chủ yếu ở các nền dân chủ phát triển, đã có một xu hướng chung hướng tới việc đảm bảo quyền bình đẳng cho phụ nữ trong hôn nhân và công nhận về mặt pháp lý các cuộc hôn nhân của các cặp vợ chồng khác tôn giáo, khác chủng tộc và đồng giới. Những xu hướng này trùng hợp với các phong trào nhân quyền rộng lớn hơn.
Hôn nhân có thể được công nhận bởi một nhà nước, một tổ chức, một cơ quan tôn giáo, một nhóm bộ lạc, một cộng đồng địa phương hoặc các đồng nghiệp. Nó thường được xem như một hợp đồng. Khi một cuộc hôn nhân được thực hiện và thực hiện bởi một tổ chức chính phủ theo luật hôn nhân của khu vực tài phán, không có nội dung tôn giáo, đó là một cuộc hôn nhân dân sự. Hôn nhân dân sự thừa nhận và tạo ra các quyền và nghĩa vụ nội tại đối với hôn nhân trong mắt nhà nước. Khi một cuộc hôn nhân được thực hiện với nội dung tôn giáo dưới sự bảo trợ của một tổ chức tôn giáo, đó là một cuộc hôn nhân tôn giáo. Hôn nhân tôn giáo thừa nhận và tạo ra các quyền và nghĩa vụ nội tại đối với hôn nhân trong mắt của tôn giáo đó. Hôn nhân tôn giáo được gọi khác nhau là hôn nhân bí tích trong Công giáo, nikah trong Hồi giáo, nissuin trong Do Thái giáo, và nhiều tên khác trong các truyền thống đức tin khác, và với mỗi tôn giáo có những ràng buộc riêng về những gì tạo nên một cuộc hôn nhân tôn giáo được coi là hợp lệ.
Một số quốc gia không công nhận hôn nhân tôn giáo được thực hiện tại địa phương và yêu cầu một cuộc hôn nhân dân sự riêng cho các mục đích chính thức. Ngược lại, hôn nhân dân sự không tồn tại ở một số quốc gia được quản lý bởi một hệ thống pháp luật tôn giáo, chẳng hạn như Ả Rập Saudi, nơi các cuộc hôn nhân ký kết ở nước ngoài có thể không được công nhận nếu chúng được ký kết trái với cách giải thích của đạo luật Hồi giáo. Ở các quốc gia được quản lý bởi một hệ thống pháp lý tôn giáo thế tục hỗn hợp, chẳng hạn như ởLebanon và Israel, hôn nhân dân sự được thực hiện tại địa phương không tồn tại trong các quốc gia này, điều này ngăn cản hôn nhân không cùng tôn giáo và nhiều hôn nhân khác trái ngược với luật tôn giáo của quốc gia đó; tuy nhiên, các cuộc hôn nhân dân sự được thực hiện ở nước ngoài có thể được nhà nước công nhận ngay cả khi chúng mâu thuẫn với luật tôn giáo. Ví dụ, trong trường hợp công nhận hôn nhân ở Israel, điều này bao gồm sự công nhận không chỉ các cuộc hôn nhân dân sự được thực hiện ở nước ngoài, mà cả các ký kết hôn nhân dân sự đồng giới ở nước ngoài.
Hành động của hôn nhân thường tạo ra quy phạm nghĩa vụ hoặc pháp lý giữa các cá nhân liên quan, và bất kỳ con cái mà hôn nhân tạo ra hoặc được nhận nuôi. Về mặt công nhận pháp lý, hầu hết các nước có chủ quyền và vùng lãnh thổ khác hạn chế hôn nhân chỉ với các cặp vợ chồng dị tính  và một số ít các quốc gia cho phép đa phu đa thê, tảo hôn, và hôn nhân cưỡng bức. Trong thời hiện đại, một số quốc gia ngày càng phát triển, chủ yếu là các quốc gia có  nền dân chủ phát triển, đã dỡ bỏ lệnh cấm và đã thiết lập sự công nhận hợp pháp cho các cuộc hôn nhân của các cặp vợ chồng khác tôn giáo, chủng tộc và đồng giới. Ở một số khu vực, tảo hôn và chế độ đa thê có thể xảy ra bất chấp luật pháp quốc gia chống lại hành vi này.
Từ cuối thế kỷ XX, những thay đổi xã hội lớn ở các nước phương Tây đã dẫn đến những thay đổi về nhân khẩu học của hôn nhân, với tuổi khi kết hôn đầu tiên ngày càng tăng, ít người kết hôn và nhiều cặp vợ chồng chọn sống chung hơn là kết hôn. Ví dụ, số lượng các cuộc hôn nhân ở châu Âu đã giảm 30% từ năm 1975 đến năm 2005.
Trong lịch sử, trong hầu hết các nền văn hóa, phụ nữ có chồng có rất ít quyền của riêng họ, được xem xét, cùng với con cái của gia đình, tài sản của người chồng; như vậy, họ có thể không sở hữu hoặc tài sản thừa kế, hoặc đại diện cho bản thân một cách hợp pháp. Ở châu Âu, Hoa Kỳ và các nơi khác trong các nước phát triển, bắt đầu từ cuối thế kỷ 19, hôn nhân đã trải qua những thay đổi pháp lý dần dần, nhằm cải thiện quyền của người vợ. Những thay đổi này bao gồm việc cho người vợ có định danh pháp luật của chính họ, bãi bỏ quyền của người chồng được cai quản về mặt thể xác của vợ, trao quyền sở hữu cho vợ, tự do hóa luật ly hôn, tạo cho người vợ quyền sinh sản của họ và cần có sự đồng ý của vợ khi quan hệ tình dục. Những thay đổi này đã xảy ra chủ yếu ở các nước phương Tây. Trong thế kỷ 21, tiếp tục có những tranh cãi về tình trạng pháp lý của phụ nữ đã kết hôn, sự chấp nhận hợp pháp hoặc khoan hồng đối với bạo lực trong hôn nhân (đặc biệt là bạo lực tình dục), phong tục hôn nhân truyền thống như của hồi môn và giá cô dâu, hôn nhân cưỡng bức, tuổi kết hôn và hình sự hóa các hành vi đồng thuận như quan hệ tình dục trước hôn nhân và ngoại tình.

## Định nghĩa
Các nhà nhân chủng học đã đề xuất một số định nghĩa cạnh tranh nhau về hôn nhân trong nỗ lực bao gồm nhiều loại thực hành hôn nhân được quan sát trên các nền văn hóa. Ngay cả trong văn hóa phương Tây, "các định nghĩa về hôn nhân đã dao động từ cực đoan này đến cực đoan khác và ở mọi nơi ở giữa" (như Evan Gerstmann đã nói).

### Quan hệ được tập quán hoặc pháp luật công nhận
Trong Lịch sử hôn nhân của con người (1891), Edvard Westermarck đã định nghĩa hôn nhân là "mối liên hệ ít nhiều bền vững giữa nam và nữ kéo dài vượt ra ngoài hành động truyền bá đơn thuần cho đến sau khi sinh con."  Trong cuốn Tương lai của hôn nhân trong văn minh phương Tây (1936), ông đã bác bỏ định nghĩa trước đó của mình, thay vào đó, định nghĩa tạm thời hôn nhân là "mối quan hệ của một hoặc nhiều đàn ông với một hoặc nhiều phụ nữ được công nhận bởi luật pháp hoặc tập quán".

### Tính hợp pháp của con cái
Cẩm nang nhân chủng học Ghi chú và Truy vấn (1951) định nghĩa hôn nhân là "sự kết hợp giữa một người đàn ông và một người phụ nữ mà những đứa trẻ sinh ra từ người phụ nữ là con đẻ hợp pháp được công nhận của cả hai đối tác". Để công nhận một thực tế của người Nuer ở Sudan cho phép phụ nữ làm chồng trong một số trường hợp nhất định (hôn nhân ma), Kathleen Gough đề nghị sửa đổi điều này thành "một người phụ nữ và một hoặc nhiều người khác".
Trong một phân tích về hôn nhân giữa Nayar, một xã hội đa sắc tộc ở Ấn Độ, Gough nhận thấy rằng nhóm thiếu vai trò chồng theo nghĩa thông thường; vai trò đơn nhất ở phía tây được phân chia giữa một "người cha xã hội" không thường trú của con cái của người phụ nữ và những người tình của cô là những người tạo ra thực sự. Không ai trong số những người đàn ông này có quyền hợp pháp đối với con của người phụ nữ. Điều này buộc Gough coi việc tiếp cận tình dục là yếu tố chính của hôn nhân và định nghĩa nó theo tính hợp pháp của con cái một mình: hôn nhân là "mối quan hệ được thiết lập giữa một người phụ nữ và một hoặc nhiều người khác, cung cấp một đứa trẻ sinh ra cho người phụ nữ hoàn cảnh không bị cấm bởi các quy tắc của mối quan hệ, được quy định đầy đủ các quyền về tình trạng sinh đẻ chung cho các thành viên bình thường trong xã hội hoặc tầng lớp xã hội của anh ta. " 
Nhà nhân chủng học kinh tế Duran Bell đã chỉ trích định nghĩa dựa trên tính hợp pháp trên cơ sở một số xã hội không yêu cầu hôn nhân cho tính hợp pháp. Ông lập luận rằng một định nghĩa về hôn nhân dựa trên tính hợp pháp là tham chiếu vòng tròn trong các xã hội nơi việc bất hợp pháp không có ý nghĩa pháp lý hoặc xã hội nào khác đối với một đứa trẻ ngoài người mẹ chưa kết hôn.

### Tập hợp các quyền
Edmund Leach chỉ trích định nghĩa của Gough là quá hạn chế về mặt con đẻ hợp pháp được công nhận và cho rằng hôn nhân nên được xem xét theo các loại quyền khác nhau mà nó đã thiết lập. Trong một bài viết năm 1955 trên tờ Man, Leach lập luận rằng không ai định nghĩa về hôn nhân áp dụng cho tất cả các nền văn hóa. Ông đưa ra một danh sách mười quyền liên quan đến hôn nhân, bao gồm độc quyền tình dục và quyền đối với trẻ em, với các quyền cụ thể khác nhau giữa các nền văn hóa. Những quyền đó, theo Leach, bao gồm:
1. "Để thiết lập một người cha hợp pháp của con cái của một người phụ nữ.
2. Để thiết lập một người mẹ hợp pháp của con cái của một người đàn ông.
3. Trao cho người chồng độc quyền về tình dục của người vợ.
4. Trao cho vợ độc quyền về tình dục của người chồng.
5. Trao cho người chồng quyền một phần hoặc độc quyền đối với các dịch vụ lao động trong nhà và lao động khác của người vợ.
6. Trao cho người vợ quyền một phần hoặc độc quyền đối với các dịch vụ lao động trong nhà và lao động khác của người chồng.
7. Trao cho người chồng quyền kiểm soát một phần hoặc toàn bộ tài sản thuộc về hoặc có khả năng tích lũy cho người vợ.
8. Trao cho người vợ quyền kiểm soát một phần hoặc toàn bộ tài sản thuộc về hoặc có khả năng tích lũy cho người chồng.
9. Để thiết lập một quỹ tài sản chung - một quan hệ đối tác - vì lợi ích của con cái của cuộc hôn nhân.
10. Để thiết lập một "mối quan hệ thân thiết" có ý nghĩa xã hội giữa người chồng và các anh em của vợ." [12]

### Quyền tiếp cận tình dục
Trong một bài báo năm 1997 nhà Nhân khẩu học hiện nay, Duran Bell mô tả hôn nhân là "mối quan hệ giữa một hoặc nhiều người (nam hoặc nữ) trong đó một hoặc nhiều phụ nữ cho những người đó quyền tiếp cận tình dục trong một nhóm người cùng nhà và xác định những người phụ nữ có nghĩa vụ thỏa mãn những yêu cầu của những người đàn ông cụ thể đó. " Khi đề cập đến "một hoặc nhiều đàn ông", Bell đang đề cập đến các nhóm thân nhân gần gũi như chung dòng tộc, mà một khi đã trả tiền mua cô dâu, sẽ giữ quyền sở hữu con cái của người phụ nữ ngay cả khi chồng cô (một thành viên trong dòng tộc) chết đi (hôn nhân Levirate). Nói đến "người (nam hay nữ)", Bell đang đề cập đến những người phụ nữ khác trong dòng tộc có thể là "cha đẻ xã hội" của những đứa con của người vợ được sinh ra với những người tình khác.

## Các kiểu hôn nhân

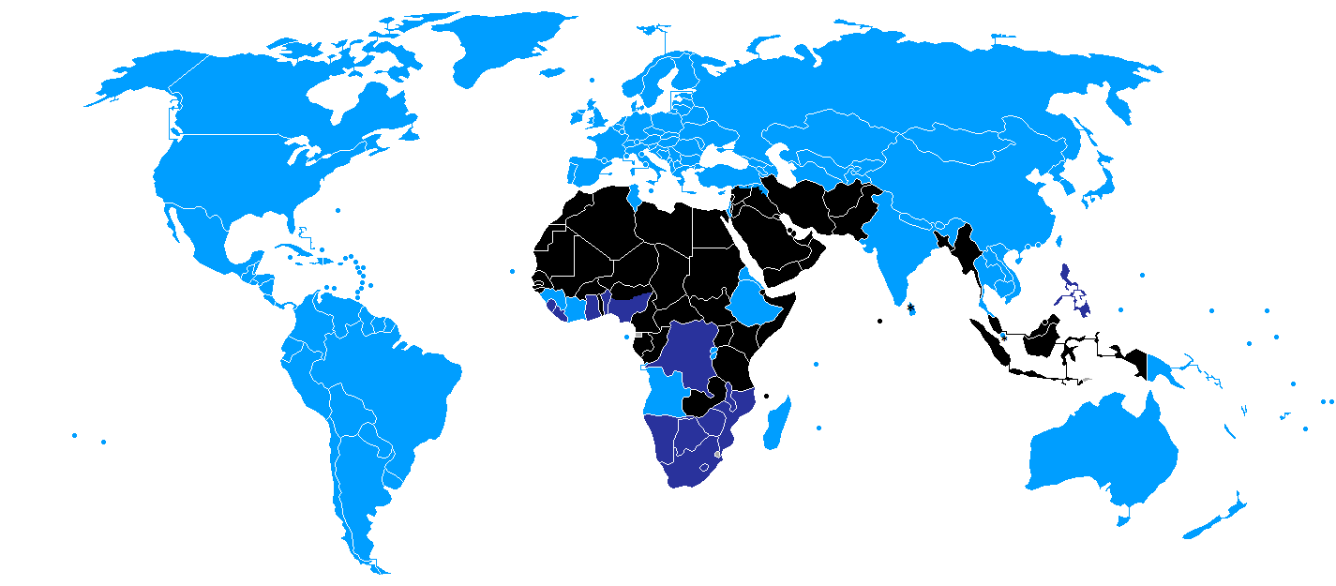
Nhiều vợ nhiều chồng hoàn toàn ngoài vòng pháp luật/bị bãi bỏ và truy cứu trách nhiệm hình sự
Tình trạng hợp pháp không rõ
Nhiều vợ nhiều chồng nhìn chung là không hợp pháp, nhưng thực tế thì không hình sự hóa hoàn toàn
Chấp nhận hôn nhân nhiều vợ nhiều chồng
Chú thích:
^{1}Philippines, Singapore, Sri Lanka: không hợp pháp ở tất cả các dạng trừ người theo Đạo Hồi.
^{2}Liêng bang Eritrea: luật cấm hôn nhân nhiều vợ nhiều chồng nhưng một số nước và vùng lãnh thổ nhất định với Sharia cho phép nó. Người theo Đạo Hồi chỉ có thể có hợp hờng hôn nhân đa thê.
^{3}Mauritius: nhiều vợ nhiều chồng không được công nhận hợp pháp. Đàn ông Đạo Hồi có thể "cưới" đến 4 vợ, những người phụ nữ này không được hưởng tư cách pháp lý của người vợ.

### Một vợ một chồng
Một vợ một chồng là một hình thức hôn nhân mà trong đó mỗi cá nhân chỉ có một người hôn phối trong suốt cuộc đời của họ hoặc bất kỳ thời điểm nào đang xét đến. Đây là hình thức hôn nhân phổ biến nhất trên thế giới.
Một nghiên cứu so sánh về hôn nhân của nhà nhân chủng học Jack Goody trên thế giới sử dụng Ethnographic Atlas đã phát hiện một mối tương quan chặt chẽ giữa của hồi môn, nông nghiệp cày cấy thâm canh và chế độ một vợ một chồng. Hình thức này được tìm thấy trong một khu vực rộng lớn của các xã hội Á-Âu từ Nhật Bản đến Ireland. Phần lớn các xã hội châu Phi cận Sahara thực hiện nông nghiệp cuốc nhiều, thì ngược lại, thể hiện mối tương quan giữa "Bride price" và một vợ một chồng. Một nghiên cứu sâu thêm đã vẽ thêm vào Át-lát nhân chủng học thể hiện tương quan thống kê giữa sự gia tăng kích thước của xã hội, sự tin tưởng vào "các đấng thánh tối cao" để hỗ trợ cho đạo đức con người, và một vợ một chồng.
Ở những quốc gia không cho phép đa thê đa phu, một người kết hôn với một người trong khi vẫn kết hôn hợp pháp với người khác phạm tội vi phạm hôn nhân một vơ một chồng. Trong mọi trường hợp, cuộc hôn nhân thứ hai được coi là vô hiệu về mặt pháp lý. Bên cạnh các cuộc hôn nhân thứ hai và sau đó là vô hiệu, những người vi phạm cũng phải chịu các hình phạt khác, cũng khác nhau giữa các khu vực pháp lý.

#### Chế độ một vợ một chồng nối tiếp
Các chính phủ hỗ trợ chế độ một vợ một chồng cũng có thể cho phép ly hôn dễ dàng. Ở một số nước phương Tây tỷ lệ ly hôn lên tới 50%. Những người tái hôn làm như vậy trung bình ba lần. Ly hôn và tái hôn có thể dẫn đến "chế độ một vợ một chồng nối tiếp", tức là có nhiều cuộc hôn nhân nhưng chỉ có một người phối ngẫu hợp pháp tại một thời điểm. Điều này có thể được hiểu là một hình thức giao phối số nhiều, cũng như những xã hội bị chi phối bởi các gia đình có nữ giới ở Caribbean, Mauritius và Brazil, nơi thường xuyên có sự luân chuyển của các đối tác chưa kết hôn. Tổng cộng, những thứ này chiếm từ 16 đến 24% trong danh mục "hôn nhân một vợ một chồng".
Chế độ một vợ một chồng tạo ra một loại họ hàng mới, "nhà vợ/nhà chồng". Ví dụ, "vợ cũ" vẫn là một phần tích cực của cuộc sống của "chồng cũ" hoặc "vợ cũ" của họ, vì họ có thể bị ràng buộc với nhau bằng cách chuyển tài nguyên (cấp dưỡng nuôi con) hoặc nuôi dưỡng con chung. Bob Simpson lưu ý rằng trong trường hợp của Anh, chế độ một vợ một chồng tạo ra một "gia đình mở rộng" - một số hộ gia đình gắn bó với nhau theo cách này, bao gồm cả những đứa trẻ di động (những người cũ có thể bao gồm vợ cũ, anh rể cũ, v.v., nhưng không phải là "con cũ"). Những "gia đình không rõ ràng" này không phù hợp với khuôn mẫu của gia đình hạt nhân một vợ một chồng. Là một loạt các hộ gia đình được kết nối, họ đến giống với mô hình đa dạng của các hộ gia đình riêng biệt được duy trì bởi các bà mẹ có con, bị ràng buộc bởi một người đàn ông mà họ đã kết hôn hoặc ly dị.

### Hôn nhân đa thê và đa phu
Chế độ đa phu thê là một cuộc hôn nhân bao gồm nhiều hơn hai vợ chồng. Khi một người đàn ông kết hôn với nhiều vợ cùng một lúc, mối quan hệ được gọi là đa thê, và không có sự ràng buộc hôn nhân giữa các bà vợ; và khi một người phụ nữ kết hôn với nhiều người chồng cùng một lúc, điều đó được gọi là đa phu, và không có sự ràng buộc hôn nhân giữa các ông chồng. Nếu một cuộc hôn nhân bao gồm nhiều chồng hoặc vợ, nó có thể được gọi là kết hôn theo nhóm.
Một nghiên cứu di truyền phân tử về sự đa dạng di truyền của con người trên toàn cầu cho rằng đa thê tình dục là điển hình của mô hình sinh sản của con người cho đến khi chuyển sang các cộng đồng nông nghiệp định cư khoảng 10.000 đến 5.000 năm trước ở châu Âu và châu Á, và gần đây là ở châu Phi và châu Mỹ. Như đã lưu ý ở trên, nghiên cứu so sánh về hôn nhân trên khắp thế giới của nhà nhân chủng học Jack Goody sử dụng Atlas dân tộc học cho thấy phần lớn các xã hội châu Phi cận Sahara thực hành nông nghiệp hoe rộng rãi cho thấy mối tương quan giữa " Giá cô dâu " và chế độ đa thê. Một cuộc khảo sát các mẫu đa văn hóa khác đã xác nhận rằng sự vắng mặt của máy cày là yếu tố dự báo duy nhất của chế độ đa thê, mặc dù các yếu tố khác như tỷ lệ tử vong nam cao trong chiến tranh (trong các xã hội ngoài quốc doanh) và căng thẳng mầm bệnh (trong xã hội nhà nước) có một số ảnh hưởng.
Hôn nhân được phân loại theo số lượng vợ/chồng hợp pháp mà một cá nhân có. Hậu tố "-gamy" đề cập cụ thể đến số lượng người phối ngẫu, như trong bi-gamy (hai người phối ngẫu, nói chung là bất hợp pháp ở hầu hết các quốc gia) và đa chủng tộc (nhiều hơn một người phối ngẫu).
Các xã hội thể hiện sự chấp nhận khác nhau về đa phu thê. Theo Ethnographic Atlas, trong số 1.231 xã hội được ghi nhận, 186 là kiểu một vợ một chồng; 453  có đa thê; 588 có đa thê thường xuyên hơn; và 4 có đa phu. Tuy nhiên, theo Miriam Zeitzen, sự chịu đựng của một xã hội về đa thê thì khác với việc thực hiện đa thê, vì nó đòi hỏi sự giàu có để có được một gia đình có nhiều vợ. Thực tế về đa thê trong một xã hội thoải mái về vấn đề này có thể là thấp, với phần lớn những người mong muốn đa thê lại thực hiện chế độ hôn nhân một vợ một chồng. Việc theo dõi sự xuất hiện đa thê thì phức tạp hơn ở các nước nơi mà chế độ này bị cấm, nhưng vẫn tiếp tục diễn ra.
Zeitzen cũng lưu ý rằng nhận thức của phương Tây về xã hội châu Phi và mô hình hôn nhân bị thiên vị bởi "mối quan tâm trái ngược về nỗi nhớ về văn hóa truyền thống châu Phi so với phê phán chế độ đa phu thê là áp bức phụ nữ hoặc gây bất lợi cho sự phát triển."  Chế độ đa phu thê đã bị lên án là một hình thức lạm dụng quyền con người, với những lo ngại về lạm dụng trong nước, hôn nhân cưỡng ép và bỏ bê gia đình. Đại đa số các quốc gia trên thế giới, bao gồm hầu như tất cả các quốc gia phát triển của thế giới, không cho phép đa phu thê. Đã có những lời kêu gọi bãi bỏ chế độ đa phu thê ở các nước đang phát triển.

### Hôn nhân đồng tính
Một thực tế tương đối mới đối để chấp nhận các căp cùng giới tính về mặt luật pháp như những cặp hôn nhân khác giới, trong lịch sử cũng ghi nhận một vài trường hợp kết hợp cùng giới trên thế giới.  Sự kết hợp cùng giới từng được tổ chức ở một vài nơi tại Trung Quốc thời phong kiến như ở Phúc Kiến Mối quan hệ đồng giới Hy Lạp cổ đại giống như hôn nhân hiện đại, không giống như cuộc hôn nhân khác nhau giới tính của họ trong đó hai vợ chồng đã có vài mối quan hệ tình cảm, và người chồng có quyền tự do tham gia vào quan hệ tình dục bên ngoài. Cộng hòa Rome dành công nhận hôn nhân đồng tính về mặt pháp lý. Sự chấp nhận này đã kết thúc dưới đế chế La Mã, Khi Theodosian Code ( C. Th 9.7.3) phê chuẩn năm 342 áp đặt hình phạt nặng hoặc tử hình đối với các mối quan hệ đồng tính nhưng mục đích chính xác của pháp luật và mối quan hệ với thực tiễn xã hội không rõ ràng, ví dụ trên chỉ là một trong vài ví dụ về hôn nhân đồng tính trong văn hóa đã tồn tại.